# Пам'ятник Переможцю (Белград)
Пам'ятник Переможцю (серб. Победник) - пам'ятник у белградській фортеці, встановлений на честь перемоги Сербії над Османською імперією в Першій Балканській війні та над Австро-Угорщиною в Першій світовій війні.
Це один з найвідоміших творів Івана Мештровича. 
Мер Белграда Любомир Давидович (серб. Љубомир Давидовић) і керівництво міста в 1912 році вирішили побудувати пам'ятник на честь перемоги сербської армії у Першій Балканській війні і звільнення Південної Сербії від турецького панування. Створення меморіалу було доручено відомому скульптору Івану Мештровичу. Він спроектував пам'ятник у вигляді фонтана з колоною, яку увінчувала статуя переможця.
Після Першої світової війни в суспільстві розгорнулась дискусія щодо значення пам'ятника. Врешті-решт, було вирішено встановити пам'ятник на найвищій точці Белградської фортеці. Пам'ятник став символізувати перемогу над двома імперіями, Османською та Австро-Угорською.
Урочисте відкриття пам'ятника відбулось в 1928 році і було приурочене до 10-ї річниці прориву Салонікського фронту. 
Статуя виконана у вигляді оголеної фігури, що тримає в руках сокола та меч. Статуя спрямована в сторону Австрії.
Пам'ятник Переможцю - найвідвідуваніший та найбільш фотографований туристичний об'єкт Белграда. Щодня його відвідує більше 5 000 туристів.

## Галерея

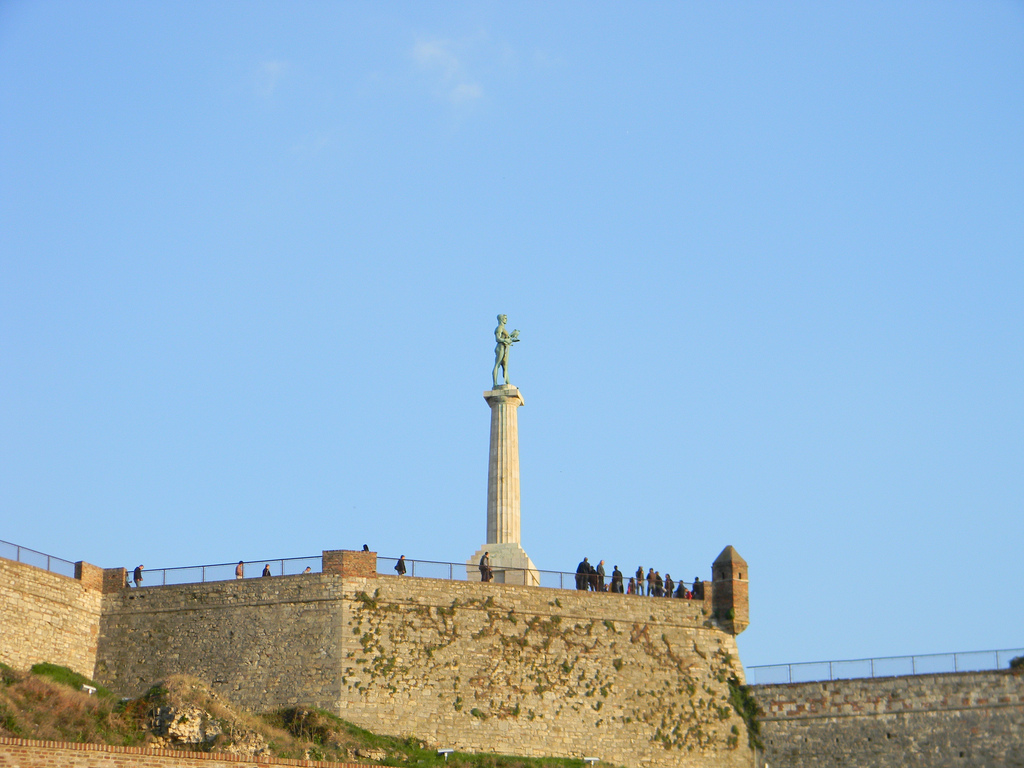
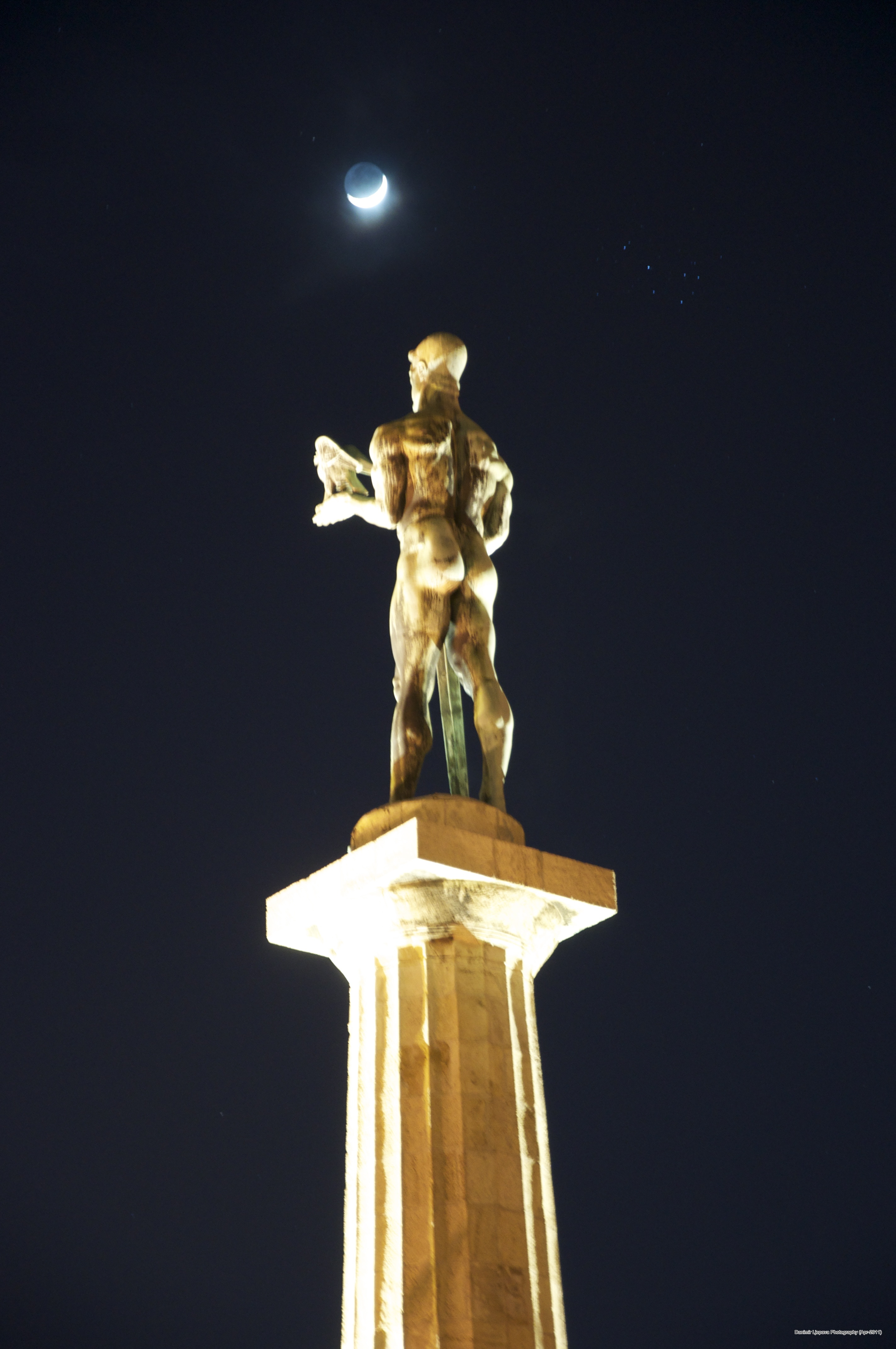
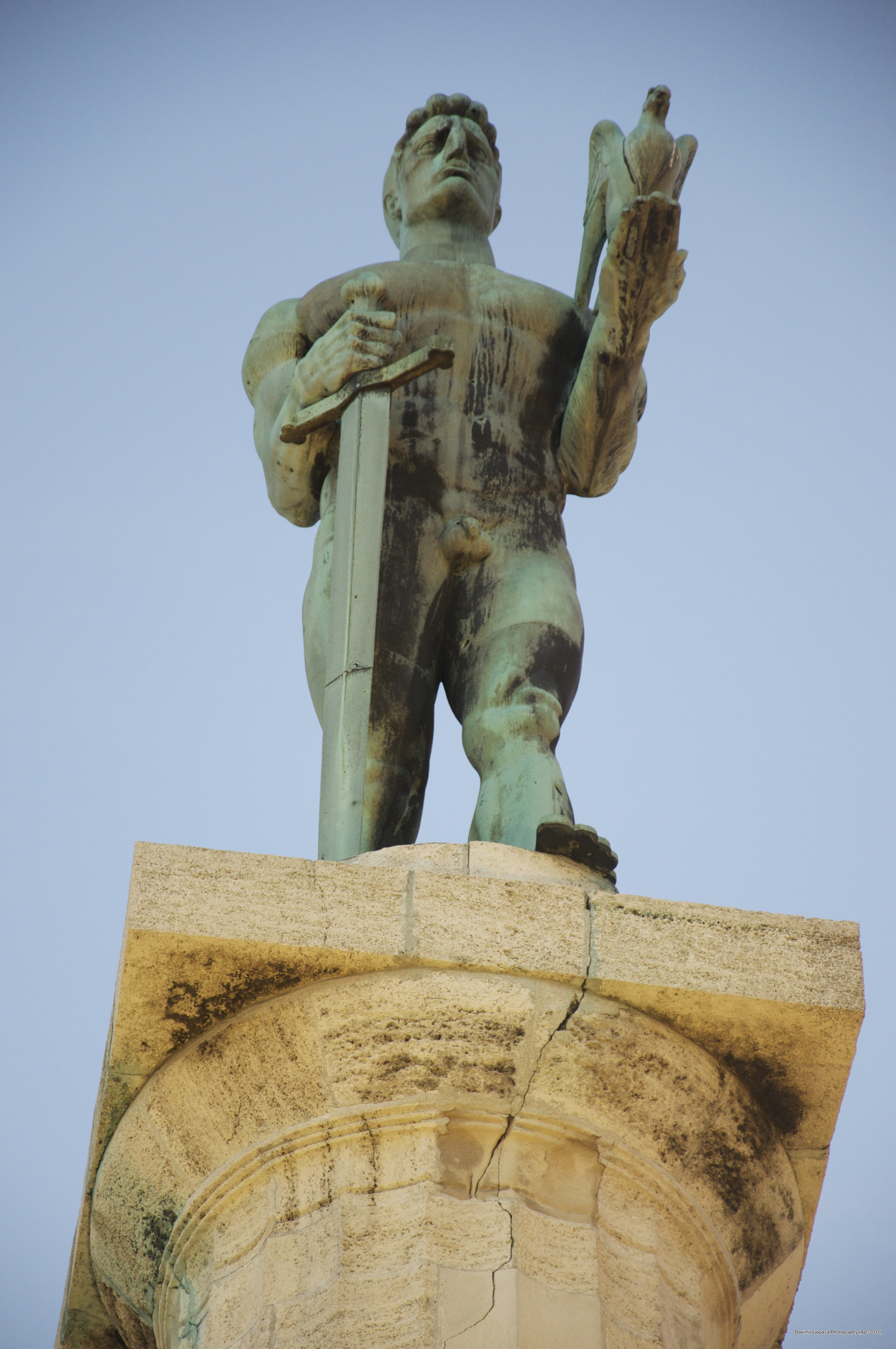
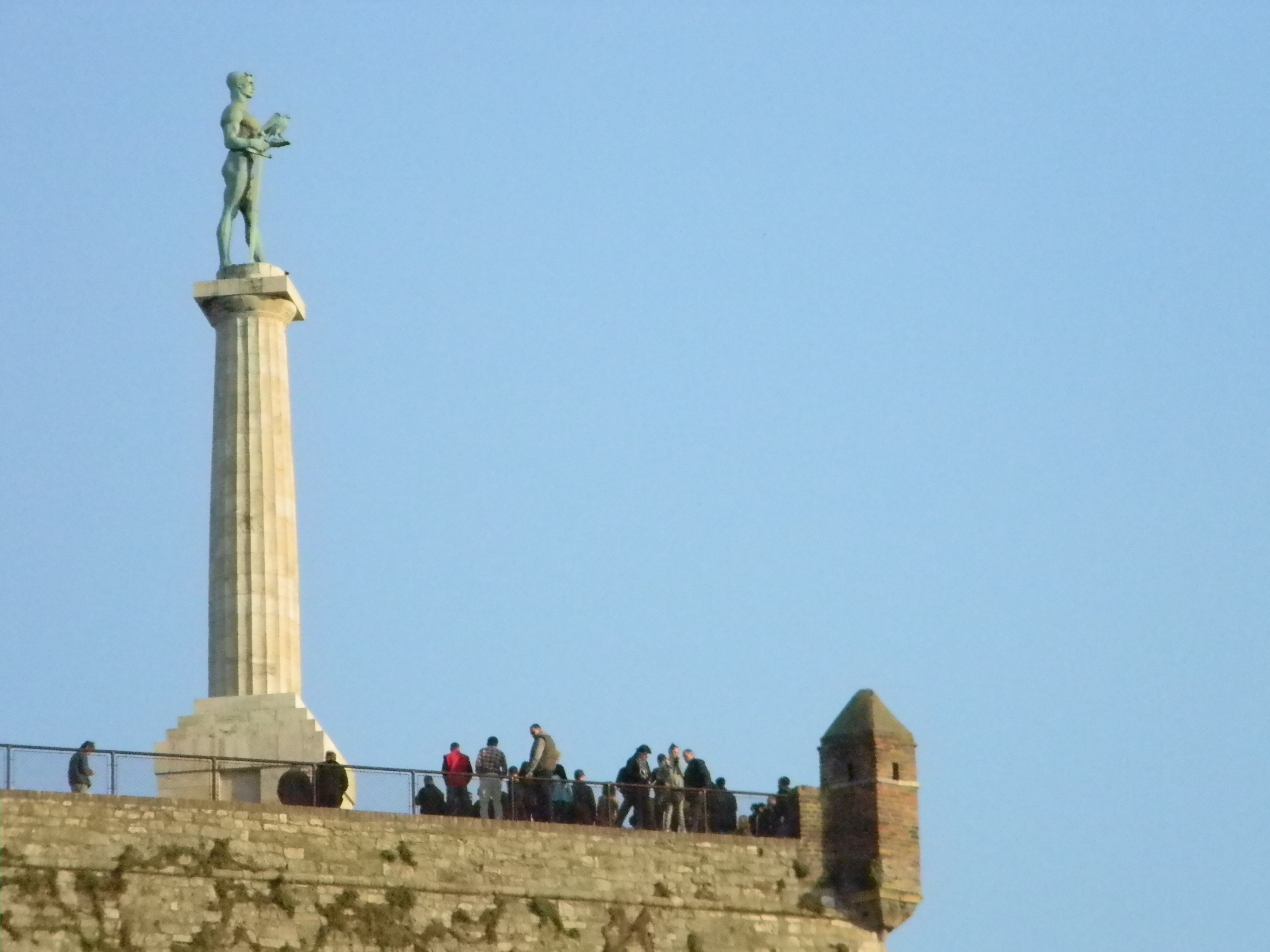
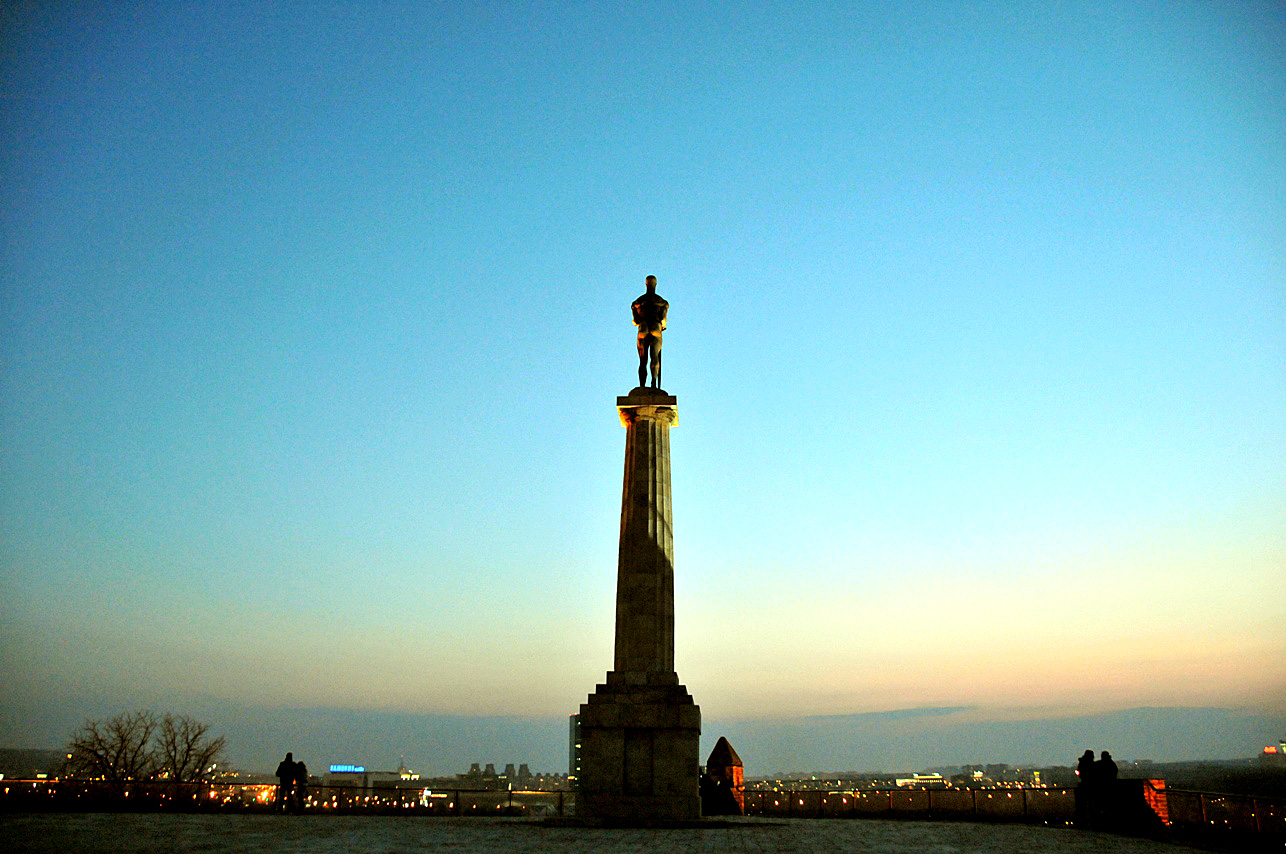
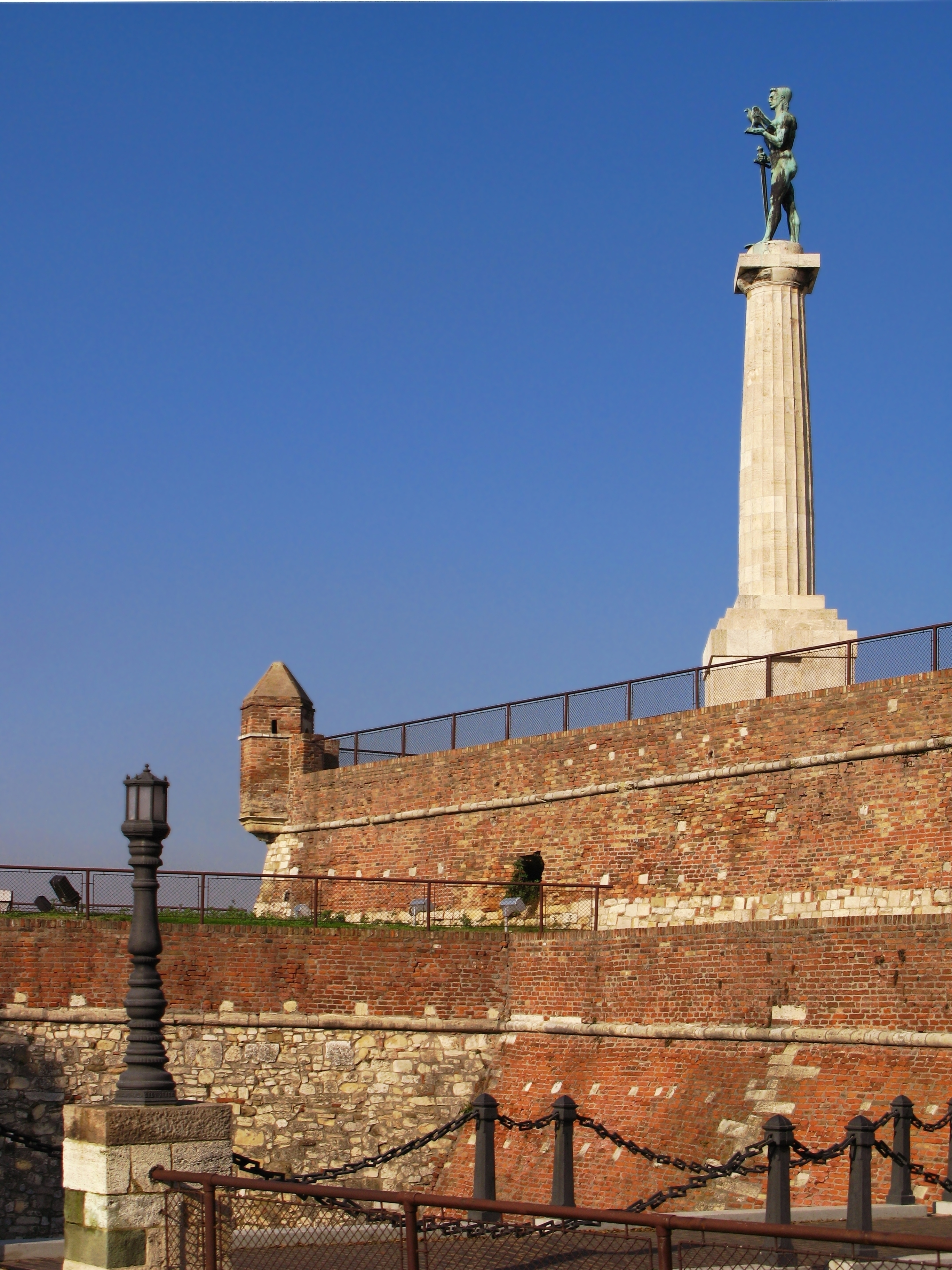
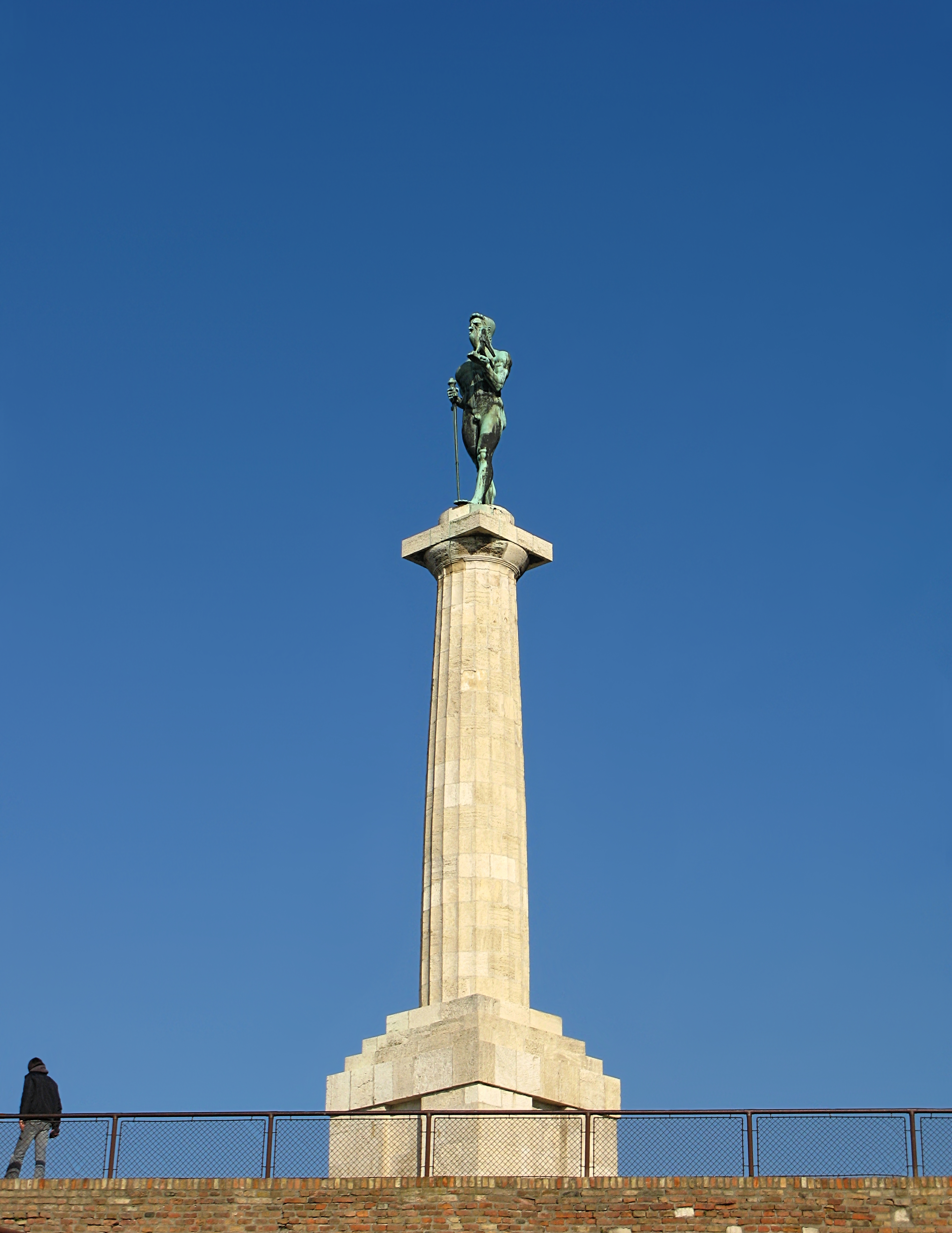